# Corporation de radio et de télévision du Kazakhstan
La Corporation de radio et de télévision du Kazakhstan est la société de radio et de télédiffusion d'état du Kazakhstan.

## Activités
Elle fait fonctionner :
- trois chaines de télévision : Qazaqstan (et ses quinze déclinaisons régionales[2],[3].), KazSport TV, Balapan ;
- quatre stations de radio : Qazaq radiosy, Radio Shalkar, Radio Astana, Radio Classic.

Les émissions atteignent 98,63 % de la population du pays, ainsi que les habitants des pays limitrophes (Russie, Mongolie, Chine, Kirghizstan et Ouzbékistan).